# ارکستر سمفونیک و گروه کر گوهار
ارکستر سمفونیک و کر گوهار (انگلیسی: KOHAR Symphony Orchestra and Choir یا به اختصار گوهار) یک ارکستر سمفونیک و گروه کر می‌باشد که در گیومری، ارمنستان مستقر شده است. گوهار در سال ۱۹۹۷ به عنوان یک مؤسسه فرهنگی و موسیقایی مستقل توسط حامی فرهنگی ارمنی به نام هاروت خاچاتوریان از اهالی لبنان بنیانگذاری شد.